# 브르타뉴 계승전쟁
브르타뉴 계승전쟁(Guerre de Succession de Bretagne)은 브르타뉴 공국의 계승권을 두고 블루아 백작과 드뢰몽포르가간의 분쟁이다.

## 같이 보기
- 백년 전쟁